# Bazaïkha
 (octobre 2013).
Si vous disposez d'ouvrages ou d'articles de référence ou si vous connaissez des sites web de qualité traitant du thème abordé ici, merci de compléter l'article en donnant les références utiles à sa vérifiabilité et en les liant à la section « Notes et références ».
La Bazaïkha (russe : Базаиха) est une rivière du kraï de Krasnoïarsk en Russie, affluent droit du fleuve Iénisseï, et dont le cours est de 160 kilomètres. Elle prend sa source à 650 mètres d'altitude près de la localité de Soukhaïa Bazaïkha et se jette dans l'Iénisseï aux abords du sud-ouest de Krasnoïarsk à une altitude de 139 mètres. Son nom dérive du kamasse bazaï-agha et signifie « rivière de métal ».

## Description
La rivière prend sa source dans les monts Saïan. Son débit est de 5,0 m3/s. Ses principaux affluents sont les rivières Namourt, Kaltat, Dolguine, Jistyk et Korbik. Elle forme des gorges et des paysages escarpés.
Les poissons que l'on trouve dans la rivière sont le taïmen, le lénok, l'ombre, le grand brochet, la perche, la grémille, le yelets, le goujon, la lotte de rivière, etc.

## Localités traversées
La rivière traverse des forêts de conifères et forme une vallée aux gorges escarpées. Elle parcourt un paysage sauvage et traverse peu de lieux habités, sauf aux abords de Krasnoïarsk. Les villages traversés sont Verkhnaïa Bazaïkha, Korbik, Jistyk et Ierlikovka, avant d'arriver à la confluence à Bazaïkha, village fondé en 1640 et intégré dans les années 1930 à la municipalité de Krasnoïarsk. C'est ici sur les hauteurs qu'une excursion d'étude d'Ivan Savenkov a découvert en 1883 la sépulture d'un homme de l'âge de la pierre et que la zone a été explorée ensuite par des archéologues.
Les habitants de Krasnoïarsk ont construit leurs datchas au bord de la rivière vers le village de Bazaïkha à partir du milieu du XIXe siècle.